# 罗兰多·丰塞卡
罗兰多·丰塞卡（西班牙語：Rolando Fonseca，1974年6月6日—），哥斯达黎加男子足球运动员，司职前锋。他曾代表哥斯达黎加国家队参加2002年国际足联世界杯，结果队伍止步小组赛阶段。